# 7721 Andrillat
7721 Andrillat eller 6612 P-L är en asteroid i huvudbältet som upptäcktes den 24 september 1960 av den nederländsk-amerikanske astronomen Tom Gehrels och det nederländska astronomparet Ingrid van Houten-Groeneveld och Cornelis Johannes van Houten vid Palomarobservatoriet. Den är uppkallad efter Yvette Marie Josette och Henri Andrillat.
Den tillhör asteroidgruppen Astraea.